# ドンカーブート

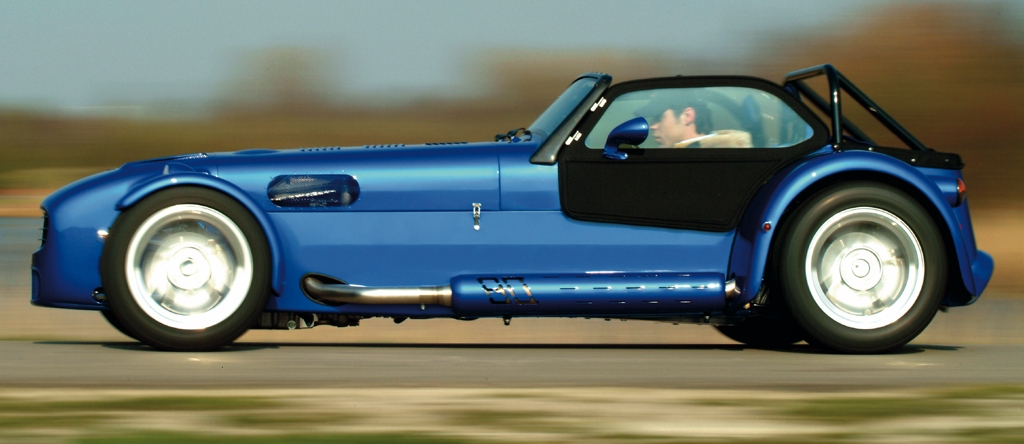
D8

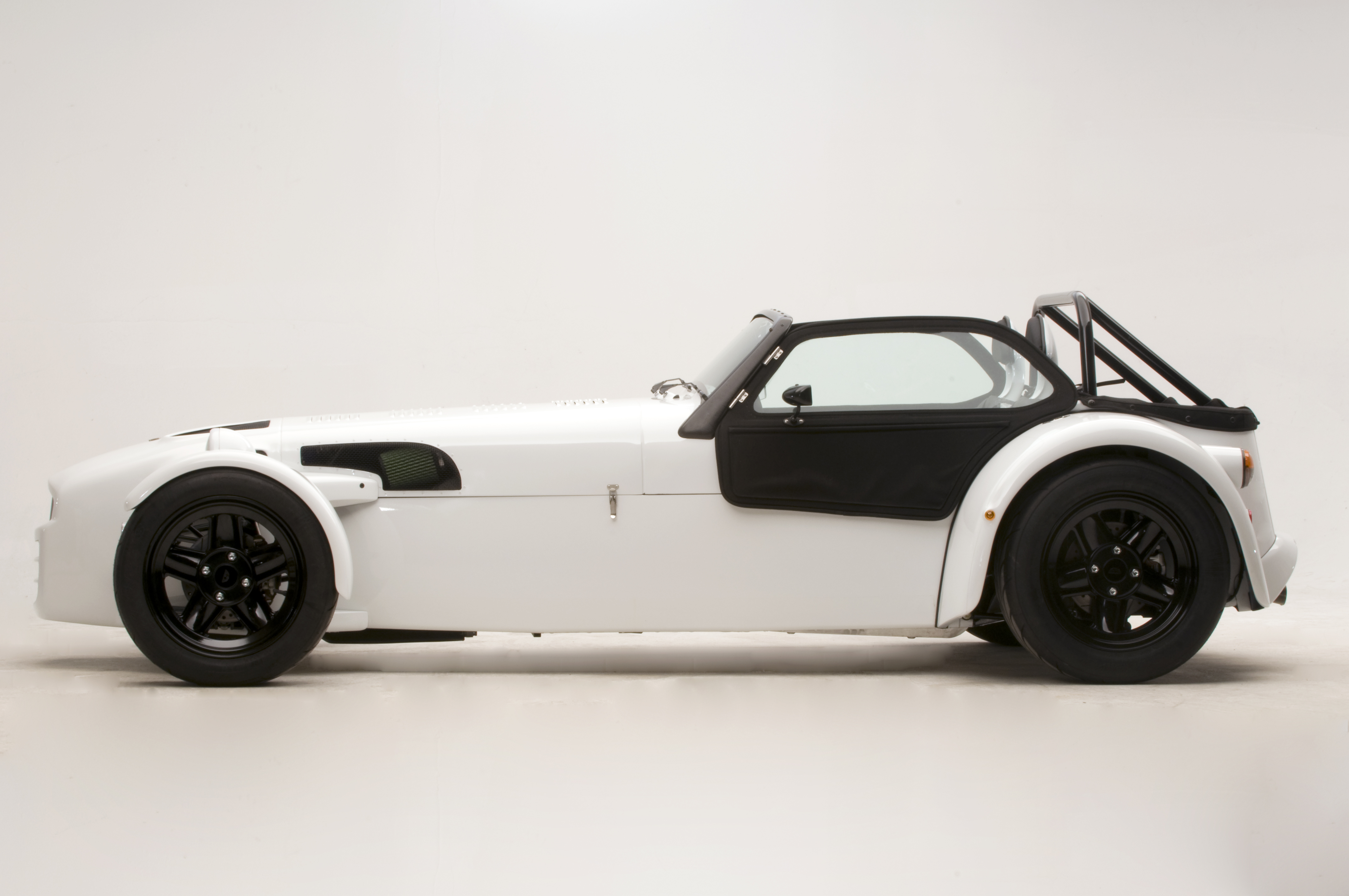
D8 270

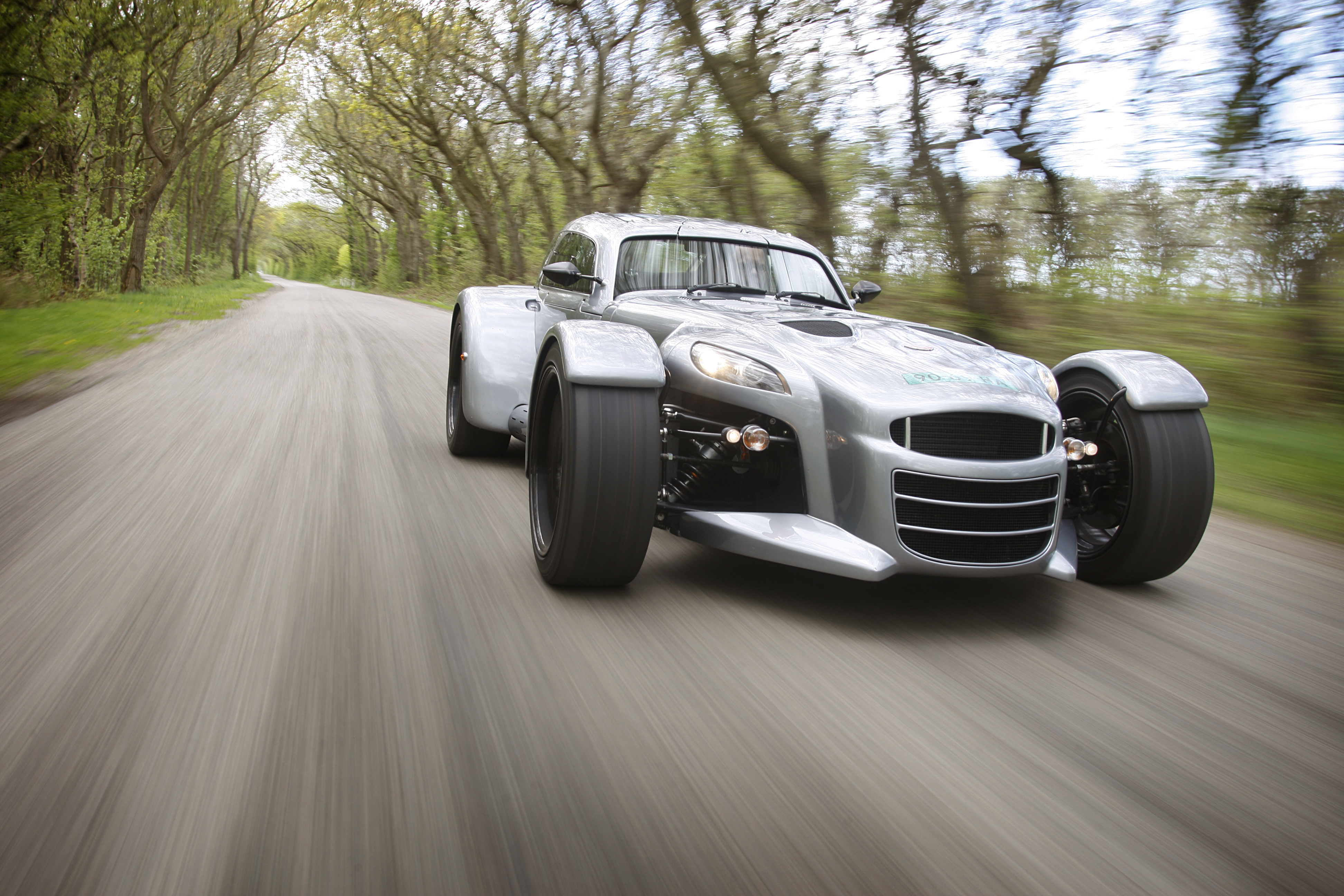
D8 GT

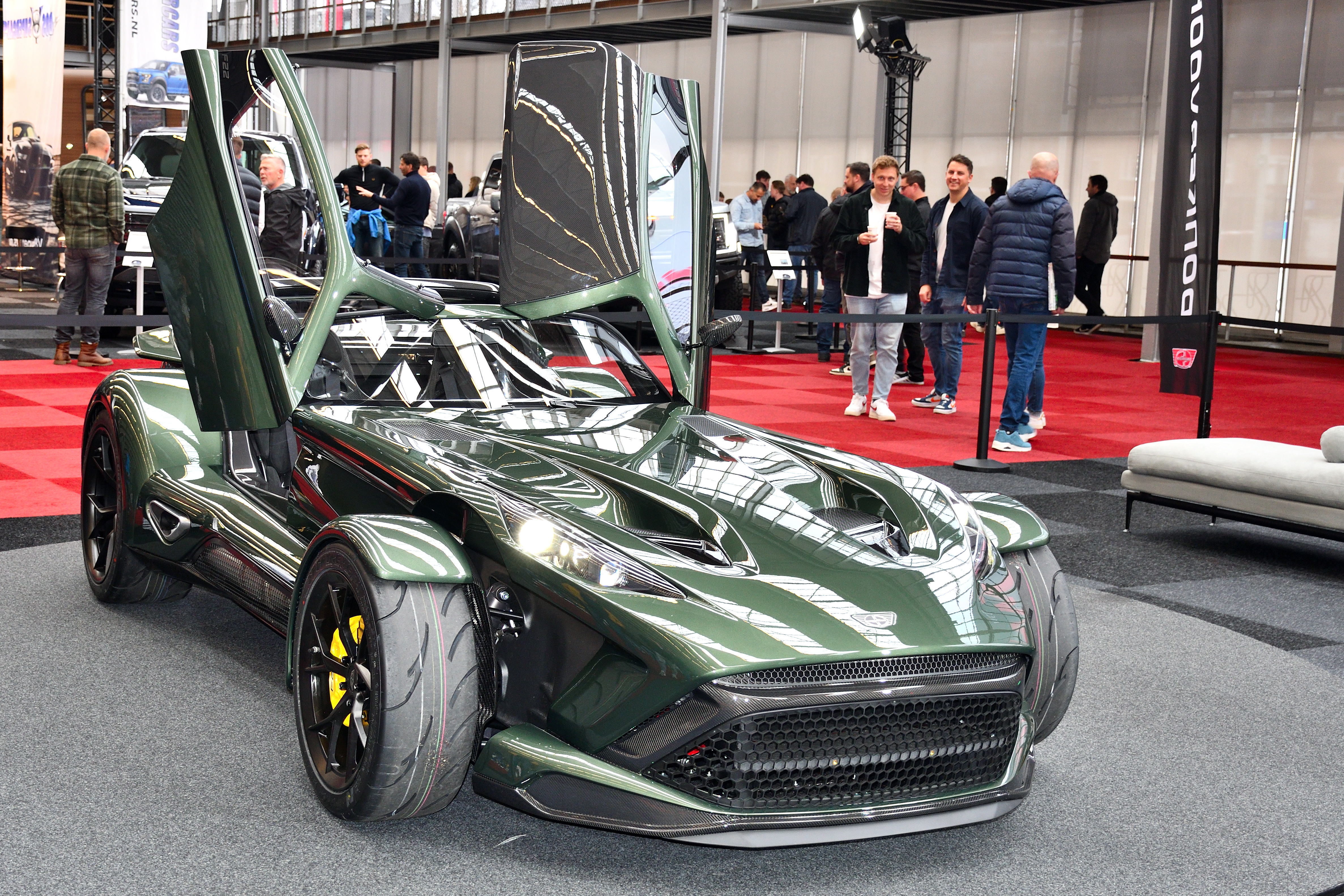
F22

ドンカーブートは、手作業によるスポーツカーの生産を行うオランダの自動車メーカーであるドンカーブート・アウトモビーレンB.V. (Donkervoort Automobielen B.V.) のブランド。オランダ語では「ドンケルフォールト」に近い発音になる。

## 歴史
創業者のヨープ・ドンケルフォールト (Joop Donkervoort) は、自動車専門学校を卒業後、エンジニアとしてDAF・ルノーなどで働いていた。一方、趣味で自らチューンした車でサンデーレースに参加し、好成績を挙げるようになり、やがて自ら自動車会社を興すことを決意するに至った。
当初はケータハム製のロータス・セブンをキットカーとしてオランダに輸入していたが、その後オランダ国内の自動車安全基準が強化されたために中止せざるを得なくなった。そこでドンケルフォールトは安全基準を満たすロータス・セブンのコピーを新たに開発することにした。こうして、1978年に最初のモデルS7（スーパーセブン）が登場した。
設立当時はティーンホーフェン (Tienhoven) のドンケルフォールト自宅ガレージを拠点としていたが、数年後にロースドレヒト (Loosdrecht) に移転。2000年にはアムステルダムから40 kmの地にあるレリスタットに新しく工場を構えた。以来、ここでは累計1,000台以上の車両が生産されている。
Sシリーズではフォード製のエンジンを積んでいたが、1998年から生産が始まったDシリーズからはアウディと契約を結び、同社製のエンジンを搭載するようになっている。
2014年、レリスタットに次ぐ第二の拠点としてドイツ・ノルトライン＝ヴェストファーレン州バート・ドリーブルクのビルスター・ベルクに100%子会社のドンカーブート・アウトモビーレンGmbH (Donkervoort Automobielen GmbH) を設立した。

## 特徴
ドンカーブートの掲げるポリシーは「No compromise」（妥協なし）というシンプルなものである。これはスポーツカーや趣味の車は妥協することなしに極限を追求すべきであるということで、ドンカーブートのモデルもこれに従い、武骨かつきわめて無駄を削ぎ落とした外見となっている。ゆえに、ドンカーブート車は現代の一般的な自動車が目指す（運転する楽しさを犠牲にした）「快適性」「洗練さ」といった方向とはまったく逆を指向しているということになる。
ドンカーブート車の主な特徴として以下のような点が挙げられる。
- 乗車定員は2名。
- クローズドボディであるD8 GT以外、軽量化のため屋根がないオープンタイプで、キャンバス地の幌で代替されている。ただし、一部のモデルではオプションとしてハードトップの提供がある。
- モデルによってはドアも同じくキャンバス地のものになっている。
- アンチロック・ブレーキ・システム、横滑り防止装置、トラクションコントロールシステムなどの電子式車体制御機構を装備しない。
- ボディは極めてシンプルなデザイン。

他のメーカーの車両には見られないこのような特徴から、ドンカーブート車は愛好者から「ドンキー」(Donky) と呼ばれて親しまれている。

## 車種一覧
2023年現在における最新のモデルはF22である。
| モデル名                 | 製造年      | エンジン                                                                                            |
| ------------------------ | ----------- | --------------------------------------------------------------------------------------------------- |
| S7                       | 1978 - 1984 | フォード製2.0 L OHC, 81 kW (110 PS)                                                                 |
| S8                       | 1985 - 1989 | フォード製2.0 L OHC, 81 kW (110 PS)                                                                 |
| S8A                      | 1985 - 1993 | フォード製2.0 L OHC, 86 kW (117 PS)                                                                 |
| S8AT                     | 1986 - 1994 | ギャレットT3インタークーラー付きターボ、三元触媒、2.0 L 125 kW (170 PS) または2.2 L 140 kW (190 PS) |
| D10                      | 1988 - 1989 | ギャレットT3 2.2 L ターボ、140 kW (190 PS)                                                          |
| D8 Zetec                 | 1993 - 1998 | 1.8 L 103 kW (140 PS) または2.0 L 160 PS（V16 Zetecエンジン）                                       |
| D8 Cosworth              | 1994 - 1998 | 2.0 L DOHC, 162-206 kW (220-280 PS)                                                                 |
| D8 Audi (AGU)            | 1999 - 2002 | アウディ製1.8 L ターボ、110-180 kW (150-245 PS)                                                     |
| D8 Audi (E-Gas)          | 2003 - 2012 | アウディ製1.8 L ターボ、電子制御式スロットルバルブ (E-Gas)、110-154 kW (150-210 PS)                 |
| D8 270 RS                | 2005 - 2007 | アウディ製1.8 L ターボ、E-Gas, 199 kW (270 PS)、25台限定                                            |
| D8 270                   | 2008 - 2012 | アウディ製1.8 L ターボ、E-Gas, 199 kW (270 PS)                                                      |
| D8 GT                    | 2008 - 2012 | アウディ製1.8 L 20Vターボ、E-Gas, 199 kW (270 PS)                                                   |
| D8 GTO                   | 2013 - 2022 | アウディ製2.5 L TFSI 5気筒ターボ、250-280 kW (340-380 PS)                                           |
| D8 GTO RS                | 2016 - 2022 | アウディ製2.5 L TFSI 5気筒ターボ、284 kW (386 PS)                                                   |
| D8 GTO JD-70             | 2019        | アウディ製TFSI 5気筒ターボ、305 kW (415 PS)                                                         |
| D8 GTO JD-70 R           | 2020        | アウディ製TFSI 5気筒ターボ、310 kW (420 PS)                                                         |
| D8 GTO Individual Series | 2021 -      | アウディ製TFSI 5気筒ターボ、325 kW (442 PS)                                                         |
| F22                      | 2022 -      | アウディ製TFSI 5気筒ターボ、367 kW (499 PS)                                                         |

## ドンカーブート・アウトモビーレン
ドンカーブート・アウトモビーレン（ドンカーブート社）は創業者のヨープを中心に家族経営を貫いている。
ヨープは2019年に引退し、代わって息子のデニス・ドンケルフォールトが2021年に社長に就任した。娘のアンバー・ドンケルフォールトも役員の一人である。「D8」「S8A」という車名は、それぞれデニスとアンバーにちなんで命名されたものである。